# محمية السلاحف برأس الحد
محمية السلاحف برأس الحد محمية طبيعية في سلطنة عمان وتشكل محمية رأس الحد واحدة من أكبر المحميات في السلطنة والأكثر جذبا للسياح لطبيعتها الفريدة.

## محمية رأس الحد
في 23 إبريل 1996 أصدر السلطان قابوس مرسوم بإنشاء محمية السلاحف برأس الحد وذلك لحماية السلاحف التي تأتي لوضع بيضها في رأس الحد من عبث السياح القادمين للمنطقة، تمتد المحمية على مساحة 120 كيلومتر مربع من الشواطئ والأراضي الساحلية وخورين (خور الحجر وخور جراما) وذلك بهدف الحفاظ على تلك الانواع الفريدة من السلاحف.
تقع نيابة رأس الحد شرق مدينة صور في محافظة الشرقية بسلطنة عمان وهي تمثل جزء من شواطئ تعشيش السلاحف لكنها تجتذب أكبر عدد من السلاحف الخضراء المعششة في السلطنة. وفي كل عام تعشش في هذه المنطقة ما يقارب من 6000 إلى 13000 سلحفاة حسب إحصائيات رسمية، تفد إلى السلطنة من مناطق أخرى بعيدة مثل الخليج العربي والبحر الأحمر وشواطئ الصومال. الجدير بالذكر أن المحمية تضم بعض أنواع الطيور والحيوانات البرية والهدف من إنشائها هو حماية الحياة الفطرية من عبث البشر.

## سلوكيات خاطئة تضر السلاحف
يؤدي التعشيش بالقرب من الشواطئ المضيئة إلى حدوث تأثيرات مضرة على صغار السلاحف، وذلك أن الإضاءة العالية تؤثر على صغار السلاحف عند تفقيس البيض في الليل وتجعلها تغير من وجهتها وهو ما يرفع من الخطورة العالية التي تواجهها السلاحف. كذلك من الأمور الممنوعة عند زيارة محمية رأس الحد أستخدام الفلاش في التصوير وإصدار إزعاج أو نبش أماكن بيض السلاحف.

## أنواع السلاحف بالمحمية
تعتبر سلطنة عُمان موطن لعدد من السلاحف البحرية، أشهرها خمسة أنواع، وهي: السلحفاة الخضراء، السلحفاة ريدلي الزيتونية  فضلا عن أنواع عدة تعرف في السلطنة بـ السلحفاة الشرفاف، السلحفاة الرمانية والسلحفاة النملة وتضع السلاحف البحرية في رأس الحد بيوضها بعد غروب الشمس في فصل الصيف، وغالبا ما تعود السلاحف إلى نفس الشاطئ للتعشيش، وهي تقوم في عمل حفرة كبيرة في الرمال ناثرة التراب على مسافة بعيدة لوضع بيضها فيه.

## وصلات خارجية
- وزارة البلديات الإقليمية وموارد المياه
- رابط بالمعلومات التفصيلية للمنطقة الشرقية
- المساحة الخضراء نسخة محفوظة 1 نوفمبر 2016 على موقع واي باك مشين.